# هيبي (رواية)
هيبي هي رواية سيرة ذاتية صدرت عام 2018 للكاتب باولو كويلو. تمت ترجمتها إلى أكثر من 15 لغة، وتم إصدارها في إيطاليا في 14 يونيو 2018.

## نبذة عن الكتاب
يروي لنا كتاب هيبي قصة باولو، الشاب ذي الشعر الطويل، والحالم بأن يصبح يوما ما كاتبا، فيسافر عبر العالم هربا من الدكتاتورية العسكرية البرازيلية بحثا عن الحرية والروحانية. وبعد تجمع «ثلاثة أيام من السلام والموسيقى» في وودستوك بنيويورك سنة 1969، بدأ الشباب الهيبيز يظهرون في جميع أنحاء العالم. وفي أمستردام، كان شكلهم لافتا وهم يرتدون ملابس نابضة بالحياة ويعزفون الموسيقى ويناقشون قضايا التحرر والوعي والسياسة، وقد شكلوا نموذجا لجيل يرفض عيش الحياة الآلية التي عرفها آباؤهم. وفي العاصمة الهولندية، يلتقي باولو كارلا، وهي شابة هولندية، فيتوجه معها نحو أبرز مراكز «الهيبيز» في العالم النيبال، باستخدام «الباص السحري». ويجمع هذا السفر بين أوروبا وآسيا قصة حب ورحلة بحث عن الذات، وهو ما يولّد نظرة جديدة للحياة والعالم.

## نبذة عن الكاتب
باولو كويلو روائي وقاص برازيلي قبل أن يعمل بدوام كامل في الكتابة، كان قد مارس الاخراج المسرحي، والتمثيل، وعمل كـ مؤلف غنائي، وصحفي. وومن أعماله أيضاََ كتابة الأغاني للعديد من المغننين البرازيليين أمثال إليس ريجينا، ريتا لي، راءول سييكساس، فيما يزيد عن الستين أغنية.ولعه بالعوالم الروحانية بدء منذ شبابه كـ هيبي، حينما جال العالم بحثا عن المجتمعات السرية، وديانات الشرق. نشر أول كتبه سنة 1982 بعنوان أرشيف الجحيم ، والذي لم يلاقِ أي نجاح، وتبعت مصيره أعمال أخرى، ثم في سنة 1986 قام كويلو بالحج سيرا للقديس جايمس في كومبوستيلا. تلك التي قام بتوثيقها فيما بعد في كتابه الحج . بالسنة التالية نشر كويلو «الخيميائي»، وقد كاد الناشر أن يتخلي عنها في البداية، ولكنها سرعان ما أصبحت أهم الروايات البرازيلية وأكثرها مبيعا.

## وصلات خارجية
- آراء القراء على موقع أبجد حول رواية هيبي
- [https://www.goodreads.com/book/show/41808602 صفحة رواية هيبي على موقع جود ريدز